# Moteur-fusée alimenté par pompes électriques

Schéma d'un moteur-fusée alimenté par pompes électriques.

L'alimentation par pompes électriques est une configuration de moteur-fusée à ergols liquides où les pompes sont électriques et où l'intégralité des ergols est brûlée dans la chambre de combustion principale. Ce système diffère des moteurs-fusées traditionnels, dont les turbopompes sont mues par une partie des ergols.
Les pompes électriques d'un tel moteur pressurisent les ergols d'un réservoir à basse pression vers une chambre de combustion à haute pression, passant généralement de l'ordre de 0,2 MPa à 10 MPa. Elles sont entrainées par un moteur électrique, lui-même alimentée par des batteries.
Une pompe électrique avait été utilisée dans le système de propulsion secondaire du véhicule de l'étage supérieur Agena.
En février 2018, le seul moteur-fusée en service utilisant des pompes électriques est le moteur Rutherford, développé par Rocket Lab et propulsant la fusée Electron,.
Du fait de la masse des batteries à emporter, les moteurs-fusées alimentés par pompes électriques ont des performances potentiellement moins bonnes que les ceux alimentés par turbopompes, mais leur simplicité mécanique et l'absence de turbomachine peut leur permettre d'avoir des coûts de développement et de fabrication inférieurs,. En revanche, ils pourraient atteindre de meilleures performances que les moteurs alimentés par pressurisation des réservoirs et les moteurs à propergol solide.